# Gabara strigata
Gabara strigata là một loài bướm đêm trong họ Erebidae.